# Municipio de Shelby (Iowa)
El municipio de Shelby (en inglés: Shelby Township) es un municipio ubicado en el condado de Shelby en el estado estadounidense de Iowa. En el año 2010 tenía una población de 906 habitantes y una densidad poblacional de 8,85 personas por km².

## Geografía
El municipio de Shelby se encuentra ubicado en las coordenadas 41°33′15″N 95°26′27″O / 41.55417, -95.44083. Según la Oficina del Censo de los Estados Unidos, el municipio tiene una superficie total de 102.4 km², de la cual 102,4 km² corresponden a tierra firme y (0 %) 0 km² es agua.

## Demografía
Según el censo de 2010, había 906 personas residiendo en el municipio de Shelby. La densidad de población era de 8,85 hab./km². De los 906 habitantes, el municipio de Shelby estaba compuesto por el 98,68 % blancos, el 0,11 % eran afroamericanos, el 0,11 % eran amerindios, el 0,22 % eran asiáticos, el 0,11 % eran de otras razas y el 0,77 % eran de una mezcla de razas. Del total de la población el 1,21 % eran hispanos o latinos de cualquier raza.